# The Master Trust Bank of Japan
The Master Trust Bank of Japan, ltd. — японский трастовый банк, основанный в 2000 год и занимающийся сугубо управлением активами. Наряду с Trust & Custody Services Bank и Japan Trustee Services Bank является одним из трёх крупнейших трастовых банков Японии. Крупнейший акционер банка — Mitsubishi UFJ Financial Group (46,5 %), другими совладельцами являются Nippon Life Insurance Company (33,5 %), Meiji Yasuda Life Insurance Company (10,0 %) и The Norinchukin Trust & Banking Co., Ltd. (10,0 %).